# Sergi Moreno
Pour les articles homonymes, voir Moreno.
Sergi Moreno Marín est un footballeur international andorran né le 25 novembre 1987 qui évolue actuellement au SC Escaldes au poste d'attaquant. Il a fait ses débuts en équipe nationale en 2004.

## Biographie

### En club
Le 21 juin 2017, il rejoint l'Inter Club d'Escaldes et découvre le championnat andorran qu'il remporte à trois reprises.

### En sélection nationale
Il fait ses débuts en équipe national d'Andorre en 2004 lors d'un match amical nul et vierge contre la Chine. Le 12 octobre 2021, il marque son premier but international lors d'une victoire trois buts à zéro contre Saint-Marin.

## Palmarès
Sergio Moreno est champion d'Andorre à trois reprises avec l'Inter Club d'Escaldes en 2020, 2021 et 2022. Il remporte la Coupe d'Andorre en 2020 et 2023 et la Supercoupe d'Andorre en 2021 et 2023.
Il est également finaliste de la Coupe d'Andorre en 2025 avec l'AC Escaldes.